# Patty Loveless
Patty Loveless, geboren als Patricia Lee Ramey (Pikeville (Kentucky), 4 januari 1957), is een Amerikaanse countryzangeres en tweevoudig Grammy Award-winnares, die in de jaren 1990 een van de meest succesvolle countryartiesten in haar vaderland was met meer dan zes miljoen verkochte cd's.

## Biografie
Loveless groeide op in een bescheiden gezin in het kleine stadje Pikeville in de Appalachen. Haar vader werkte in een kolenmijn. Via hem kwam ze in aanraking met country en bluegrass. De muziek van The Stanley Brothers, Lester Flatt & Earl Scruggs en Bill Monroe vormden de zangeres als kind. Loveless trad op als duo met haar broer Roger, voordat ze als tiener de kans kreeg om te zingen met de Wilburn Brothers. Ze trouwde met de drummer van de broers, Terry Lovelace, en verhuisde in 1976 met hem naar North Carolina. Daar zong ze jarenlang in een lokale coverband en deed ze ervaringen op met alcohol en andere drugs.
In 1985, hetzelfde jaar dat ze scheidden, nam ze haar eerste demotape op. Ze verhuisde naar Nashville (Tennessee) en werd al snel ontdekt door MCA Records, waarbij ze tekende. In hetzelfde jaar had ze haar eerste kleine hit in de country hitlijsten met Lonely Days, Lonely Nights, die in 1986 werd gevolgd door meer. In 1987 bracht ze haar debuutalbum Patty Loveless uit. Gedurende deze tijd werd het al geproduceerd door Emory Gordy jr., met wie ze in februari 1989 trouwde. Patty Loveless brak pas in 1988 door na een managerwissel met het album If My Heart Had Windows. Haar mix van traditionele geluiden, rock-'n-roll-fragmenten en buitenlandse composities maakten de zangeres niet alleen populair bij het publiek, maar ook een favoriet van de critici die haar zagen als onderdeel van de nieuwe traditionalistische beweging van de jaren 1980.
Met If My Heart Had Windows, het Steve Earle-nummer A Little Bit in Love en Blue Side of Town, had ze in 1988 haar eerste toptienhits in de country hitlijsten. In hetzelfde jaar werd ze een permanent lid van de Grand Ole Opry. Het jaar daarop stond ze voor het eerst op nummer 1 met Timber I'm Falling in Love. Het begeleidende album Honky Tonk Angel (1988) bleef meer dan 100 weken in de hitlijsten, werd platina voor een miljoen verkochte platen en behaalde opnieuw een #1 met Chains (1990). Loveless bleef tot 1992 trouw aan het MCA-label en had daar nog een paar toptienhits. Gedurende deze tijd bemerkte ze al problemen met haar stem. In het najaar van 1992 waren de problemen tot een hoogtepunt gekomen en werd er een aneurysma op haar stembanden gevonden. Loveless werd geopereerd en na maanden zonder spreken, laat staan zingen, kon ze haar carrière als zangeres hervatten. In de zomer van 1993 speelde ze het album Only What I Feel in, dat werd uitgebracht door Epic Records. Het album verkocht goed en de eerste single Blame It on Your Heart klom terug naar #1.
Haar grootste succes kwam in 1995, toen haar album When the Fallen Angels Fly de CMA Award won voor «Album of the Year». Het was pas de tweede keer dat een vrouw deze onderscheiding ontving (na Anne Murray in 1984). Het jaar daarop ontving ze nog een prijs, dit keer als beste zangeres. De singles You Can Feel Bad en Lonely Too Long van het album The Trouble with the Truth waren haar laatste #1-hits in de country hitlijsten. Loveless zong ook duetten met George Jones (You Don't Seem to Miss Me, 1997) en Vince Gill (My Kind of Woman, My Kind of Man, 1999), die in de top 30 van de hitlijsten terechtkwamen. Loveless kreeg in 2001 de beste recensies van haar carrière voor het bluegrassalbum Mountain Soul, dat niets te maken had met de hedendaagse popmuziektrend in de countrymuziek. In 2009 bracht ze het album Mountain Soul II uit met bluegrass-invloeden, dat een Grammy won in zijn categorie. Loveless blijft live optreden, maar heeft sinds 2009 geen nieuw album meer uitgebracht. Loveless is een verre nicht van Loretta Lynn en haar zus Crystal Gayle.

## Discografie

### Singles
- 1985:	Lonely Days Lonely Nights
- 1986:	Wicked Ways
- 1987:	After All
- 1987: I Did
- 1987: You Saved Me
- 1988:	A Little Bit In Love
- 1988: If My Heart Had Windows
- 1989:	Chains
- 1989: Blue Side Of Town
- 1989: Timber I'm Falling In Love
- 1989: Don't Toss Us Away
- 1989: The Lonely Side Of Love
- 1990:	On Down The Line
- 1990: The Night's Too Long
- 1991:	Blue Memories
- 1991: I'm That Kind Of Girl
- 1991: Hurt Me Bad (In A Real Good Way)
- 1992:	Send A Message To My Heart (met Dwight Yoakam)
- 1992: Can't Stop Myself From Loving You
- 1992: Jealous Bone
- 1993:	You Will
- 1993: Nothin' But The Wheel
- 1993: Blame It On Your Heart
- 1994:	How Can I Help You Say Goodbye
- 1994: I Try To Think About Elvis
- 1995:	Here I Am
- 1995: You Don't Even Know Who I Am
- 1995: Halfway Down
- 1996:	You Can Feel Bad
- 1996: Lonely Too Long
- 1996: A Thousand Times A Day
- 1997:	The Trouble with the Truth
- 1997: She Drew A Broken Heart
- 1997: You Don't Seem To Miss Me
- 1998:	Like Water Into Wine
- 1998: High On Love
- 1998: To Have You Back Again
- 1999:	Can't Get Enough
- 1999: My Kind Of Woman/My Kind Of Man (met Vince Gill)
- 2000:	That's The Kind Of Mood I'm In
- 2001:	The Last Thing On My Mind
- 2003:	Lovin' All Night
- 2004:	On Your Way Home
- 2004: I Wanna Believe
- 2005: Keep Your Distance
- 2008: Why Baby Why
- 2009: Busted

### Albums
- 1987:	Patty Loveless (MCA)
- 1988:	If My Heart Had Windows (MCA)
- 1989:	Honky Tonk Angel (MCA)
- 1990:	On Down The Line (MCA)
- 1991:	Up Against My Heart (MCA)
- 1993:	Greatest Hits (compilatie,  MCA)
- 1994:	Only What I Feel (Epic)
- 1994: When Fallen Angels Fly (Epic)
- 1996:	The Trouble with the Truth (Epic)
- 1996: Patty Loveless Sings Songs of Love, Kompilation (MCA)
- 1997:	Long Stretch Of Lonesome (Epic)
- 1999:	Classics (compilatie, Epic)
- 2000:	Strong Heart (Epic)
- 2001:	Mountain Soul (Epic)
- 2002:	Bluegrass & White Snow A Mountain Christmas (Epic)
- 2003:	On Your Way Home (Epic)
- 2005:	Dreamin' My Dreams (Epic)
- 2005: The Definitive Collection, Kompilation (MCA)
- 2007: 16 Biggest Hits, Kompilation (Epic)
- 2008:	Sleepless Nights (Saguaro Road)
- 2009:	Mountain Soul II (Saguaro Road)

- Bibliothèque nationale de France: cb13933506x (data)
- Gemeinsame Normdatei: 134897250
- International Standard Name Identifier: 0000 0000 5513 2108
- Library of Congress Control Number: n92002232
- MusicBrainz: e6cb4a73-6253-41c9-9450-f1862d30584e
- Nationale Bibliotheek van Tsjechië: xx0159439
- Nederlandse Thesaurus van Auteursnamen: 140097058
- SNAC: w6wv1573
- Virtual International Authority File: 7577635